# Phạm Thái Bường
Phạm Thái Bường (1915-1974), bí danh Lê Thành Nhân, là một nhà cách mạng Việt Nam. Ông từng giữ các chức vụ Bí thư Tỉnh ủy Trà Vinh, Bí thư Tỉnh ủy Bến Tre, Ủy viên thường vụ Trung ương Cục miền Nam, Ủy viên Ban Chấp hành Trung ương Đảng Cộng sản Việt Nam.

## Sự nghiệp chính trị
Ông sinh năm 1915, quê ở xã Mỹ Cẩm, huyện Càng Long, tỉnh Trà Vinh. Ông là con thứ hai trong gia đình, nên còn có tên là Ba Bường theo thông lệ miền Nam.
Năm 1938, ông gia nhập Hội Ái hữu và hoạt động trong giới thợ thủ công ở địa phương. Tháng 6 năm 1938 Phạm Thái Bường được kết nạp vào Đảng Cộng sản Đông Dương. Đầu năm 1939 ông giữ chức Ủy viên Tỉnh ủy lâm thời tỉnh Trà Vinh.
Đầu năm 1940, ông được cử làm Bí thư Tỉnh ủy Trà Vinh. Do các lãnh đạo Đảng Cộng sản Việt Nam ở Bến Tre bị thực dân Pháp bắt nên Xứ ủy Nam Kỳ đã cử Phạm Thái Bường sang làm Bí thư Tỉnh ủy Bến Tre. Cùng với những người còn lại sau đợt càn quét, ông đã bắt tay củng cố phong trào chống thực dân Pháp, củng cố và xây dựng lại cơ sở Đảng ở các huyện Mỏ Cày, Giồng Trôm, Ba Tri...
Đến khi cuộc khởi nghĩa Nam Kỳ nổ ra, Đảng bộ tỉnh Bến Tre đã lãnh đạo người dân chống thực dân và quân đội Pháp. Cuộc khởi nghĩa thất bại. Phạm Thái Bường bị bắt. Tòa án của chính quyền thực dân Pháp kết án ông 10 năm tù và đày ra Côn Đảo.
Khi Cách mạng tháng Tám thắng lợi. Phạm Thái Bường được đưa về đất liền. Với tư cách là Phó bí thư Tỉnh ủy Trà Vinh, Phạm Thái Bường đã cùng với các lãnh đạo quan trọng của tỉnh xây dựng chính quyền mới, củng cố Mặt trận đoàn kết dân tộc, đồng thời tổ chức những lớp huấn luyện quân sự, chính trị để đối phó với sự lấn chiếm của thực dân Pháp.
Năm 1948 ông được bầu vào Khu ủy Khu 8, được phân công phụ trách 3 tỉnh Vĩnh Long, Trà Vinh và Bến Tre. Cũng tháng 6 năm này, được Khu ủy chỉ định quyền Bí thư Tỉnh ủy Bến Tre.
Tháng 10 năm 1949, Phạm Thái Bường được cử bổ sung vào Ban Thường vụ Khu ủy Khu 8, phụ trách công tác tổ chức cán bộ.
Từ năm 1954 đến năm 1959, là Ủy viên Xứ ủy Nam bộ, kiêm Bí thư Liên tỉnh ủy miền Tây.
Trong Đại hội toàn quốc lần thứ 3 của Đảng Lao động Việt Nam, ông được bầu là Ủy viên dự khuyết Ban chấp hành Trung ương Đảng Cộng sản Việt Nam.
Từ năm 1963 đến năm 1969 ông lần lượt là Ủy viên Thường vụ Trung ương Cục miền Nam rồi làm bí thư Khu ủy 9.
Tháng 3 năm 1972 ông là Ủy viên chính thức Ban chấp hành Trung ương Đảng Cộng sản Việt Nam.
Ông qua đời ngày 29 tháng 1 năm 1974 tại Hà Nội.
| Năm       | Chức vụ                                                           |
| --------- | ----------------------------------------------------------------- |
| 1939      | Ủy Viên tỉnh ủy tỉnh Trà Vinh                                     |
| 1940      | Bí thư tỉnh ủy Trà Vinh Bí thư Tỉnh ủy Bến Tre                    |
| 1945      | Phó bí thư Tỉnh ủy Trà Vinh                                       |
| 1948      | Quyền bí thư Tỉnh ủy Bến Tre                                      |
| 1954-1959 | Ủy viên Xứ ủy Nam Bộ Bí thư Liên tỉnh ủy miền Tây                 |
| 1960      | Ủy viên dự khuyết Ban Chấp hành Trung ương Đảng Cộng sản Việt Nam |
| 1965      | Ủy viên thường vụ Trung ương Cục miền Nam                         |
| 1969      | Bí thư Khu ủy 9                                                   |
| 3/1972    | Ủy viên Ban Chấp hành Trung ương Đảng Cộng sản Việt Nam           |

## Khen thưởng
Với những đóng góp trong sự nghiệp chính trị của mình. Phạm Thái Bường đã được Nhà nước Cộng hoà xã hội chủ nghĩa Việt Nam tặng thưởng:
- Huân chương Thành đồng hạng Nhất
- Huân chương Quyết thắng hạng Nhất
- Huân chương chống Mỹ hạng Nhất
- Huân chương Giải phóng hạng Nhất.

Để vinh danh Phạm Thái Bường, Hội đồng nhân dân tỉnh Trà Vinh lấy tên ông đặt cho Trường Trung học phổ thông Phạm Thái Bường tại thành phố Trà Vinh.
Nhiều con đường mang tên ông như:
- Đường Phạm Thái Bường, huyện Nhơn Trạch, tỉnh Đồng Nai
- Đường Phạm Thái Bường, Quận 7, Thành phố Hồ Chí Minh
- Đường Phạm Thái Bường, Phường 1, thành phố Trà Vinh, tỉnh Trà Vinh
- Đường Phạm Thái Bường, Phường 4, thành phố Vĩnh Long, tỉnh Vĩnh Long.